# Jungkenn genannt Münzer von Mohrenstamm

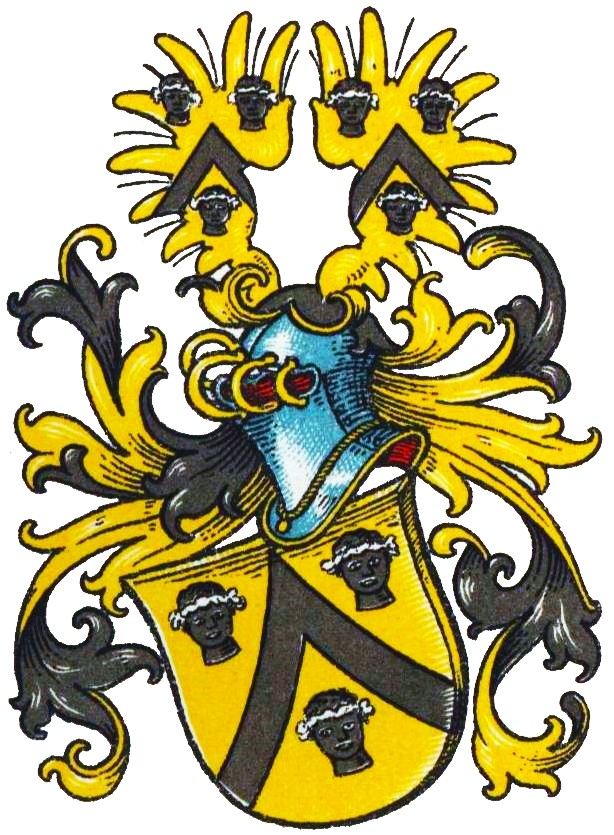
Wappen der Jungkenn genannt Münzer von Mohrenstamm im Wappenbuch des Westfälischen Adels

Jungkenn (auch Jungken, Jungkenen o. ä.) bzw. Jungkenn genannt Münzer, ab 1696 Jungkenn genannt Münzer von Mohrenstamm ist der Name eines oberrheinisch-westfälischen Briefadelsgeschlechts.

## Geschichte
Das Geschlecht erhielt am 16. August 1558 einen kaiserlichen Wappenbrief. Am 10. Dezember 1696 wurden die Brüder Georg Philipp Jungkenn genannt Müntzer, kurpfälzischer Kriegsrat, Generalwachtmeister, Oberst eines Dragonerregiments und Oberster Kommissar, Johann Jonas Jungkenn genannt Münzer, Dragoneroberstleutnant, und Gregor Philipp Jungkenn genannt Münzer, Regimentsquartiermeister, sowie Daniel Jungkenn genannt Münzer, kurpfälzischer Hauptmann, Sohn des verstorbenen Bruders Johann Jungkenn genannt Münzer in den rittermäßigen Adelsstand mit Adelsprädikat „von Mohrenstamm“ erhoben. Gleichzeitig bekamen sie dasjenige Wappen bestätigt, das dem inzwischen verstorbenen Laurenz Jungkenn genannt Münzer verliehen worden war. Am 16. März 1816 wurde Joseph Anton von Jungkenn genannt Münzer von Mohrenstamm, königlich-bayerischer Kämmerer und Oberstleutnant, als Freiherr anerkannt und in die bayerische Freiherrenklasse der Adelsmatrikel eingetragen.
Die Familie hatte Besitz am Oberrhein und in Westfalen. Am Oberrhein saß sie zu Adelmannsfelden (urkundlich 1750), Dalheim (1760), Freinsheim (1710) und Kleyberg (1653–1696). In Westfalen hatte die Familie Güter in Hüffe (1780–1947) und Lübrassen (1760). Außerdem besaß die Familie das Weiße Palais in Kassel.

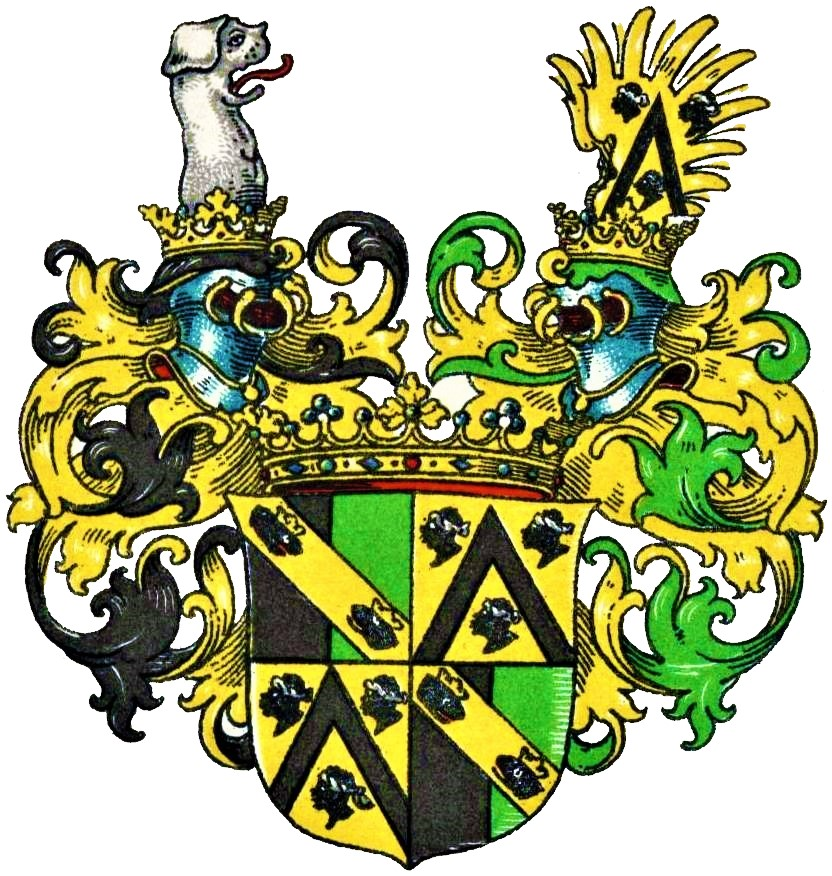
Wappen derer von Vely-Jungkenn im Wappenbuch des Westfälischen Adels

Nach dem Tod von Friedrich Christian Arnold von Jungkenn (1732–1806) erbte dessen Nichte Frederike von Romberg, eine Enkelin des Generalleutnants Martin Eberhard von Jungkenn. Sie heiratete den aus Frankreich emigrierten Baron François de Vély. Da Jungkenns Testament den Erhalt des Namens bestimmte, nahm das Paar den Namen von Vely-Jungkenn an und vermehrte das Wappen derer von Vely um das derer von Jungkenn.

## Persönlichkeiten
- Hermann Jungkenn (urkundlich 1198), führte als erster des Stammes den Beinamen Münzer nach dem Stammhaus Münzer-Hof
- Friedrich Christian Arnold von Jungkenn genannt Müntzer von Mohrenstamm (1732–1806), hessischer General und Kriegsminister
- Johann Ewald von Jungkenn, tötete 1340 bei Tarifa „drei mohrische Fürsten“, erhielt von Alfons XI. von Aragon die Erlaubnis, drei Möhrenköpfe zum Wappen hinzuzufügen. Seitdem tragen die Nachkommen den Beinamen „von Mohrenstamm“
- Karl Friedrich von Jungkenn genannt Münzer von Mohrenstamm (1737–1802), königlich preußischer Generalmajor
- Martin Eberhard von Jungkenn genannt Münzer von Mohrenstamm (1679–1759), königlich preußischer Generalmajor

## Wappen
Blasonierung: In Gold ein schwarzer Sparren, begleitet von drei (2:1) schwarzen Mohrenköpfen mit silbernen Kopfbinden. Auf dem Helm mit schwarz-goldenen Helmdecken ein offener goldener Flug, jeder Flügel mit Sparren und Mohrenköpfen belegt.